# Xaa-Xaa
Xaa-Xaa (ザアザア) ou XaaXaa é uma banda japonesa de rock da cena visual kei, formada em Osaka em 2014. Sua formação atual conta com Kazuki nos vocais, Haruga como guitarrista, Reiya como baixista e An na bateria. Eles fazem parte da Timely Records, gravadora de bandas como Dadaroma e Razor.
Em 2020, foram ranqueados em 12° lugar no ranking de artistas visual kei do website JRock News.

## Carreira
XaaXaa foi formada em Osaka em 2014 por Kazuki, Haru, Reiya e Roji. Apresentaram seu primeiro show em dezembro, e seguiram atuando principalmente na região de sua cidade natal. Haru, que trabalhava em um restaurante de udon, decidiu correr atrás do sonho de ser músico formando uma banda em sua prefeitura natal, Kagawa, recrutando membros em revistas. Depois dessa banda, entrou no XaaXaa. Já o baixista Reiya convidou seu irmão, Kazuki, para ser vocalista do XaaXaa, na dificuldade de encontrar membros o suficiente.
Em 3 de dezembro de 2015 realizaram um show de aniversário na casa Osaka Muse, anunciando o lançamento simultâneo de um single, "Shitai dakedeshi yo?", e um álbum de compilação, Chūdoku Shōjō, em 23 de março. Em 3 de agosto de 2017, participaram do festival Shibuya ga Taihen que reuniu mais de 60 bandas visual kei. Roji deixou a banda apenas alguns dias depois, após um último show comemorando seu aniversário.
Lançaram o single "Horror" em 22 de abril de 2020. Em agosto do mesmo ano, Xaa-Xaa anunciou o lançamento de um novo EP, intitulado Ai (愛)「」, lançado em 28 de setembro. Em 5 de maio de 2021, lançaram o EP Gogatsubyou (五月病), que havia tipo o videoclipe da faixa-título lançado em abril para promovê-lo. Foi o álbum mais vendido da banda até então. Em junho, anunciaram o seu segundo álbum de estúdio, o primeiro em quatro anos, Shippaisaku (失敗作), lançado em 10 de outubro. Em 3 de setembro de 2022 participaram do festival anual da banda BugLug, o BugSummit. No mês seguinte, lançaram o single com temática tradicional japonesa "Tsukiyomi" e embarcaram em uma turnê nacional de 16 datas. Além disso, Haru (春) adicionou mais um caractere em seu nome, "芽", podendo ser lido como Harume ou Haruga (春芽).
Em 2023 lançaram três singles: "Kumo no Ito" (蜘蛛の糸) em abril, "Hishatai wa Shitai" (被写体は死体) em julho e "Draw" (ドロー) em outubro. O último foi lançado em sete versões e foi tema de encerramento do anime Duel Masters: WIN Duel Academy Edition, tornando esta a primeira colaboração da banda em um anime. Xaa-Xaa fez suas primeiras apresentações internacionais em fevereiro de 2024, na convenção Katsucon nos Estados Unidos.

## Estilo musical e influências
As narrativas descritas nas obras da banda incluem a complexidade da existência humana, isolamento, e vida urbana. Influências dos membros da banda incluem MUCC, hide, X Japan e Kuroyume.

## Membros
- Kazuki (一葵) – vocal (2014–presente)
- Haruga ou Harume (春芽), anteriormente Haru (春) – guitarra (2014–presente)
- Reiya (零夜) – baixo (2014–presente)
- An (亞ん) – bateria (2014–presente)

### Ex-membros
- Roji – bateria (2014–2017)

## Discografia
Álbuns e EPs
| Título                | Japonês        | Lançamento             | Posição na Oricon |
| --------------------- | -------------- | ---------------------- | ----------------- |
| Chūdoku Shōjō         | 中毒症状       | 23 de março de 2016    | -                 |
| Ame ni Korosareru     | 雨に殺される   | 25 de maio de 2016     | 166               |
| Fukou na Meiro        | 不幸な迷路     | 27 de março de 2017    | 90                |
| Minna ga Uta          | みんながうた   | 30 de outubro de 2019  | 59                |
| Chuudoku shoujou ~Ni~ | 中毒症状～ニ～ | 11 de dezembro de 2019 | 148               |
| Ai " "                | 愛「」         | 23 de setembro de 2020 | 48                |
| Gogatsubyou           | 五月病         | 5 de maio de 2021      | 95                |
| Shippaisaku           | 失敗作         | 6 de junho de 2021     | -                 |